# Hryhorij Jachymovyč
Hryhorij Jachymovyč, cyrilicí Григорій Яхимович, polsky Grzegorz Jachimowicz (16. února 1792 Pidhirci – 17. dubna 1863 Lvov), byl rakouský řeckokatolický duchovní (metropolita ukrajinské řeckokatolické církve) a politik ukrajinské národnosti z Haliče, během revolučního roku 1848 poslanec Říšského sněmu.

## Biografie
V roce 1818 získal doktorát z teologie ve Vídni. Učil pak náboženství a pedagogiku na Lvovské univerzitě a byl rektorem řeckokatolického semináře ve Lvově. V roce 1841 byl vysvěcen biskupem Lvova a sufgragánem metropolity Mychajla Levyckého. V letech 1849–1859 zastával funkci biskupa v Přemyšli. V letech 1860–1863 pak působil coby haličský metropolita ukrajinské řeckokatolické církve ve Lvově.
Během revolučního roku 1848 se zapojil do politického dění. Ve volbách roku 1848 byl zvolen na rakouský ústavodárný Říšský sněm. Zastupoval volební obvod Přemyšl-venkov v Haliči. Uvádí se jako řeckokatolický biskup. Patřil ke sněmovní pravici. V letech 1848–1851 byl předsedou Rusínské národní rady a byl hlavním mluvčím etnických Ukrajinců ve východní Haliči během revolučního období. Profiloval se loajálně vůči Rakouské monarchii. Nedocílil ale rozdělení Haliče a tedy vytvoření etnicky ukrajinské korunní země. Díky jeho postojům představovali Ukrajinci během revoluce prorakouský element a byli označování za Tyrolce východu.